# Helene Engelmann
Helene Engelmann, född 9 februari 1898 i Wien och död 1 augusti 1985 i Wien, var en österrikisk konståkerska som tog ett olympiskt guld i Chamonix 1924 i paråkning. Hennes medtävlande i par var Alfred Berger.